# Віллет (Нью-Йорк)
Віллет (англ. Willet) — місто (англ. town) в США, в окрузі Кортленд штату Нью-Йорк. Населення — 894 особи (2020).

## Демографія
Згідно з переписом 2010 року, у місті мешкали 1043 особи в 369 домогосподарствах у складі 281 родини. Було 551 помешкання
Расовий склад населення:
| - 96,5 % — білих - 0,8 % — чорних або афроамериканців - 0,6 % — корінних американців - 0,1 % — азіатів |

До двох чи більше рас належало 1,9 %. Частка іспаномовних становила 1,5 % від усіх жителів.
За віковим діапазоном населення розподілялося таким чином: 28,9 % — особи молодші 18 років, 58,4 % — особи у віці 18—64 років, 12,7 % — особи у віці 65 років та старші. Медіана віку мешканця становила 37,2 року. На 100 осіб жіночої статі у місті припадало 106,1 чоловіків;  на 100 жінок у віці від 18 років та старших — 110,2 чоловіків також старших 18 років.
Середній дохід на одне домашнє господарство  становив 60 078 доларів США (медіана — 56 786), а середній дохід на одну сім'ю — 67 869 доларів (медіана — 61 902). Медіана доходів становила 42 125 доларів для чоловіків та 33 750 доларів для жінок. За межею бідності перебувало 13,5 % осіб, у тому числі 17,1 % дітей у віці до 18 років та 2,0 % осіб у віці 65 років та старших.
Цивільне працевлаштоване населення становило 483 особи. Основні галузі зайнятості: освіта, охорона здоров'я та соціальна допомога — 23,8 %, будівництво — 16,4 %, виробництво — 14,7 %.